# Mostra (stacja metra)
Mostra – stacja metra w Neapolu, na Linii 6 (błękitnej). 
Stacja umożliwia przesiadkę na pociągi regionalne Trenitalia poprzez stację kolejową Napoli Campi Flegrei.
Stacja została otwarta 4 lutego 2007.